# Wijken en buurten in Hendrik-Ido-Ambacht
De Nederlandse gemeente Hendrik-Ido-Ambacht is voor statistische doeleinden onderverdeeld in wijken en buurten. De gemeente is verdeeld in de volgende statistische wijken:
- Wijk 01 Centrum (CBS-wijkcode:053101)
- Wijk 02 Krommeweg (CBS-wijkcode:053102)
- Wijk 03 De Volgerlanden (CBS-wijkcode:053103)
- Wijk 04 Sandelingen-Ambacht (CBS-wijkcode:053104)
- Wijk 05 De Oevers (CBS-wijkcode:053105)

Een statistische wijk kan bestaan uit meerdere buurten. Onderstaande tabel geeft de buurtindeling met kentallen volgens het Centraal Bureau voor de Statistiek (2008):
| CBS-buurtcode | Buurtnaam           | Inwonertal | Opp. totaal (ha) | Opp. land (ha) | Ligging                |
| ------------- | ------------------- | ---------- | ---------------- | -------------- | ---------------------- |
| BU05310101    | Dorp                | 4920       | 105              | 100            | Locatie in de gemeente |
| BU05310102    | Oostendam           | 3000       | 58               | 57             | Locatie in de gemeente |
| BU05310103    | Kruiswiel           | 3220       | 47               | 47             | Locatie in de gemeente |
| BU05310201    | Krommeweg-Noord     | 3010       | 37               | 37             | Locatie in de gemeente |
| BU05310202    | Krommeweg-Zuid      | 3930       | 44               | 44             | Locatie in de gemeente |
| BU05310203    | de Sandeling        | 1480       | 27               | 26             | Locatie in de gemeente |
| BU05310204    | Ambachtszone        | 60         | 94               | 94             | Locatie in de gemeente |
| BU05310301    | Sophiapolder        | 4230       | 111              | 111            | Locatie in de gemeente |
| BU05310302    | Buitengebied        | 740        | 112              | 112            | Locatie in de gemeente |
| BU05310400    | Sandelingen-Ambacht | 110        | 240              | 229            | Locatie in de gemeente |
| BU05310501    | Antoniapolder       | 100        | 165              | 114            | Locatie in de gemeente |
| BU05310502    | Noordoevers         | 60         | 159              | 104            | Locatie in de gemeente |